# خليلي (سردسير)
خلیلي (بالفارسية: خلیلی) هي قرية تقع في إيران في قسم سردسیر الريفي. يقدر عدد سكانها بـ 222 نسمة .